# Pedro J. Barrientos Díaz
Pedro José Barrientos Díaz fue un escritor, periodista y político chileno. Destacó en la política local del archipiélago de Chiloé de la primera mitad del siglo XX.

## Biografía
Nació el 20 de octubre de 1867 en la localidad de Dalcahue, siendo hijo de Segundo Barrientos y María de los Ángeles Díaz.
Inicia sus estudios primarios en su ciudad natal, para luego trasladarse a la ciudad de Ancud para cursar estudios secundarios. Posteriormente en 1891 se desplaza a Santiago para cursar estudios superiores en el Instituto Pedagógico de la Universidad de Chile, donde asiste a las cátedras de Castellano, Filosofía e Historia y Geografía.
A partir de 1894 se dedica a la labor pedagógica en distintos establecimientos del sur de Chile, obteniendo la jubilación al cumplir los treinta y cinco años de servicio en 1929 a la edad de 62 años.
También ejerce como periodista. Es fundador y director del diario La Provincia de Ancud entre 1924 y 1926. Meses después asume la dirección de El Llanquihue de Puerto Montt, cargo que mantiene hasta 1929. Posteriormente es director de La Cruz del Sur de Ancud, entre 1935 y 1947. Además es colaborador de los periódicos El Mercurio, El Diario Ilustrado, La Unión de Valparaíso, El Diario Austral de Temuco y La Prensa de Osorno, como también de las revistas Zig-Zag y En Viaje.
Luego del fin de sus labores docentes, inicia su carrera política en el ámbito local, donde destaca como intendente subrogante de Chiloé en 1931, y posteriormente como regidor de Ancud entre 1935 y 1938, posición donde también ocupa el cargo de alcalde de la comuna entre los años 1937 y 1938. Entre 1924 y 1949 integró la lista de candidatos a diputados del Partido Conservador sin llegar a ser electo.
En paralelo a sus labores docentes y luego políticas, Pedro Barrientos también lleva adelante una fructífera carrera como escritor e historiador local, que lo llevan a ser incorporado como miembro de número de la Academia Chilena de la Lengua el 12 de agosto de 1937. Entre sus obras destaca Historia de Chiloé, primera obra dedicada a compilar la historia del archipiélago desde la colonización española hasta el siglo XX.
Falleció en Ancud el 10 de marzo de 1958 a la edad de 91 años.

## Pensamiento político
Fue miembro del Partido Conservador, adhiriendo a los postulados políticos emanados de dicha agrupación durante la primera mitad del siglo XX. En esa línea, se manifiesta orgulloso de que en Chiloé aún se conserve la familia tradicional y la moral católica que percibe en crisis en otras partes de Chile. En el ámbito laboral destaca que las ideas de izquierda no tengan éxito en la zona, lo que atribuye a que a diferencia de otras partes del país, la sociedad chilota se compone mayoritariamente de pequeños propietarios.
A nivel local, fue crítico de la decisión del gobierno de Carlos Ibáñez del Campo de unificar en 1927 las antiguas provincias de Chiloé y Llanquihue en torno a una nueva provincia de Chiloé con Puerto Montt como capital. Esto debido al traslado de instituciones insulares a esta última ciudad, en desmedro del empleo en el archipiélago y en particular de Ancud. En su visión, Chiloé se limita al archipiélago y al territorio continental que hoy comprende la provincia de Palena, y que entonces era conocido como Chiloé continental.